# クラカケヒインコ
クラカケヒインコ（鞍掛緋鸚哥 Eos cyanogenia）は、オウム目インコ科に分類される鳥類。

## 分布
インドネシア（スピオリ島、ヌム島、ヌムフォル島、ビアク島、マニム島）固有種

## 形態
全長30cm。尾羽はやや長い。全身は赤い羽毛で覆われる。背中は黒い羽毛で覆われる。尾羽は黒い。眼先から頸部にかけて紫がかった青い斑紋が入る。雨覆羽は黒い。風切羽基部は赤く、先端は黒い。
虹彩は赤い。嘴の色彩は赤い。

## 生態
標高460m以下にある熱帯雨林やその周辺、二次林などに生息する。単独もしくはペアで生活するが、採食時には小規模な群れを形成する事もある。また大規模な群れを形成し飛翔している様子が観察された例もある。昼行性。時間や季節などの変化により沿岸部と内陸部を放浪し、例として昼間は沿岸部で採食を行い夜間は内陸部で休む。
食性は植物食で、液果を食べる。樹上で採食を行う。
繁殖形態は卵生。樹洞に巣を作ると考えられており、飼育下では1回に2個の卵を産んだ例がある。抱卵期間は約26日。

## 人間との関係
開発による生息地の破壊、ペット用の乱獲などにより生息数は激減している。EUでは1989年に本種の輸入が禁止されている。1997年における生息数は約5,000羽と推定されている。